# Alloschizidium buchnerorum
Alloschizidium buchnerorum là một loài chân đều trong họ Armadillidiidae. Loài này được Verhoeff miêu tả khoa học năm 1941.